# Таут, Марк
Марк Джон Таут (англ. Mark John Tout , 24 июня 1961, Хитчин, Хартфордшир) — британский бобслеист, пилот, во второй половине 1980-х — первой половине 1990-х годов являвшийся лидером сборной Великобритании. Участник четырёх зимних Олимпийских игр, наиболее успешными из которых для него оказались Игры 1994 года в Лиллехаммере, где он финишировал пятым. Известен также по скандалу, связанному с употреблением запрещённых веществ, повлёкшему пожизненную дисквалификацию.

## Биография
Марк Таут родился 24 июня 1961 года в городе Хитчин, графство Хартфордшир. Выступать в бобслее на профессиональном уровне начал находясь на службе в британской армии и с самого начала стал показывать неплохие результаты. Благодаря череде успешных выступлений был приглашён в национальную сборную в качестве пилота защищать честь страны на Олимпийских играх 1984 года в Сараево, однако не смог попасть там на призовые позиции, заняв в четвёрках лишь двадцатое место.
В 1988 году ездил на Олимпийские игры в Калгари: восемнадцатое место в двойках и двенадцатое в четвёрках. К Играм 1992 года в Альбервиле сменил разгоняющего партнёра, и результаты заметно улучшились: шестой на двухместном бобе и седьмой на четырёхместном. Наиболее успешными оказались Олимпийские игры 1994 года в Лиллехаммере, где он финишировал шестым в двойках и пятым в четвёрках. Помимо всего прочего, Таут несколько раз становился призёром различных этапов Кубка мира, высочайшей позиции добился в сезоне 1994/95, приехав на одном из этапов вторым.
В 1996 году на допинг-контроле в крови у Марка Таута обнаружили запрещённый препарат станозолол, в результате чего спортсмен был пожизненно дисквалифицирован. Позже, тем не менее, пожизненный срок изменили на четырёхлетнее отстранение от спорта. По истечении срока Таут уже не мог конкурировать с молодыми членами сборной, особенно с перспективным пилотом Шоном Олссоном, поэтому принял решение завершить карьеру профессионального спортсмена.